# Катарина Вићентијевић
Катарина Вићентијевић (Ваљево, 27. јул 1969) српска је позоришна, телевизијска и филмска глумица.

## Биографија
Катарина је глуму дипломирала на Академији уметности у Новом Саду у класи професора Бранка Плеше. Ширем аудиторијуму је позната као Заза Патрножић из серије Срећни људи и као Душанка Дуда Свиларевић из серије Породично благо. Рођена је у Ваљеву, где и данас живи. Дебитовала је филмом Све ће то народ позлатити, који је драматизација истоимене приповетке Лазе Лазаревића. Активна је у Ваљевском позоришту и води школу глуме и културе говора.

## Филмографија
| Год.       | Назив                             | Улога                   |
| ---------- | --------------------------------- | ----------------------- |
| 1990.-те   |                                   |                         |
| 1995.      | Све ће то народ позлатити         | Јетрва                  |
| 1995.      | Свадбени марш                     | Мајка                   |
| 1995—1996. | Срећни људи                       | Заза Патрножић          |
| 1996.      | Срећни људи: Новогодишњи специјал | Заза Патрножић          |
| 2000.-те   |                                   |                         |
| 1998—2002. | Породично благо                   | Душанка Дуда Свиларевић |
| 2006.      | Стижу долари                      | Светлана Бабић          |
| 2020.-те   |                                   |                         |
| 2023.      | Игра судбине                      | Ана Марчета             |